# 나카자와 신지
나카자와 신지(일본어: 中沢 伸二, 1946년 6월 18일 ~ )는 일본의 전 프로 야구 선수이자 야구 지도자, 야구 해설가·평론가이다. 야마나시현 나카코마군 시라네정(현: 미나미알프스시) 출신이며 현역 시절 포지션은 포수였다.

## 인물
고후 공업고등학교 시절에는 팀 동기이자 에이스인 하라 하쓰야와 배터리를 구성했으며 1964년 춘계 선발 대회(제36회 선발 고등학교 야구 대회)에 출전했다. 이 대회의 1차전에서 다니 데쓰오(훗날 주니치 드래곤스에서 활약) 투수를 거느린 시립 니시노미야 고등학교에게서 연장 13회 접전 끝에 끝내기 패배를 당했다.
1965년 한큐 브레이브스에 입단하여 프로 입단 후 당분간은 정찰 요원으로서의 기용이 많았고 포수로서 1군에 출전한 경기 수는 적었다. 1969년 일본 시리즈 4차전에서 오카무라 고지가 퇴장당한 이후 마스크를 쓴 사람은 나카자와였다. 프로 6년차부터는 포수로 고정돼 1974년에는 다네모 마사유키로부터 주전 선수 자리를 차지하는 등 프로 10년째에서 1군에 정착했고 우에다 도시하루 감독이 이끄는 ‘제2차 한큐 황금 시대’의 주전 포수로서 맹활약했다. 수비나 리드면에 뛰어난 활약으로 여러 차례 팀의 리그 우승과 일본 시리즈 우승에 기여했다. 1978년에 베스트 나인과 다이아몬드 글러브상을 동시에 수상했고 프로 18년째인 1982년에는 처음으로 규정 타석에 도달, 타율 3할 2리(타율 6위)를 기록하는 등 통산 두 번째의 베스트 나인을 수상했다. 이 때부터 콧수염을 기르게 됐고 그 후에는 후지타 히로마사의 활약도 있어서 1985년을 끝으로 현역에서 은퇴했다.
그 후 한큐·오릭스에서 1군 배터리 코치(1986년 ~ 1990년, 1994년, 1999년 ~ 2000년, 2002년, 2004년), 2군 배터리 코치(1991년, 2001년, 2005년 ~ 2006년), 2군 수석 코치(1992년), 2군 수석 겸 배터리 코치(1993년), 2군 감독→수석 코치(2003년) 등을 역임했고 닛폰햄 파이터스 1군 배터리 코치(1995년 ~ 1998년)를 역임했다. 2007년부터는 오릭스 구단이 제작하는 중계(J SPORTS·BS12 토우엘비 등에서 방송) 해설자를 맡고 있으며, 배터리에 대한 해설이 중심이 되고 있다.

## 에피소드
타격면에서는 크게 뛰어나진 않았지만 수비나 리드면에서 상당히 뛰어난 포수였으며 포수로서의 능력 수준은(보통 포수에 대해서 채점은 까다롭다) 노무라 가쓰야에게도 높은 평가를 받았다. 또한 당시 감독이던 우에다로부터는 “우리 투수 중에서 나카자와의 두뇌에 따라갈 수 있는 사람은 야마다(야마다 히사시) 정도일 것이다”라며 그 두뇌적 리드를 인정받았다.
유일한 약점은 어깨가 약한 것과 언론에서 말하는 도루 저지율이었다. 그러나 선수 시절 스프링 캠프에서 임시 배터리 코치를 미국에서 불러 일대일 지도를 받았고 그 이후부터 ‘강한 어깨 나카자와’라고 갑작스레 칭찬하면서 도루 저지율을 끌어올렸다. 이로 인한 포수의 도루 저지율에서는 동작하는 각 부분의 타이밍에서 대변신을 할 수 있음을 보여주게 됐다.
‘나가시마 교진’에게 이기고 일본 시리즈 정상에 올랐을 때는 노무라의 중얼거리는 작전이 통하지 않았던 오 사다하루가 “나카자와가 이상한 타이밍에서 ‘요~’라는 등의 기합을 외쳤기 때문에 상태가 안좋았다”라고 토로했다.

## 상세 정보

### 출신 학교
- 야마나시 현립 고후 공업고등학교

### 선수 경력
- 한큐 브레이브스(1965년 ~ 1985년)

### 수상·타이틀 경력
- 베스트 나인 : 2회(1978년, 1982년)
- 다이아몬드 글러브상 : 1회(1978년)
- 일본 시리즈 우수 선수상 : 1회(1975년)

### 개인 기록

#### 첫 기록
- 첫 출장·첫 선발 출장 : 1965년 5월 21일, 대 도에이 플라이어스 6차전(한큐 니시노미야 구장), 6번·우익수로 선발 출장(정찰 요원, 경기 시작 시에 하야세 마사요시와 교체)
- 첫 안타 : 1967년 10월 3일, 대 난카이 호크스 25차전(한큐 니시노미야 구장), 2회말에 니야마 아키타다로부터
- 첫 타점 : 1968년 5월 30일, 대 도에이 플라이어스 6차전(한큐 니시노미야 구장), 8회말에 사쿠라이 겐으로부터 적시타
- 첫 홈런 : 1968년 6월 20일, 대 긴테쓰 버펄로스 13차전(니시쿄고쿠 구장), 8회말에 사카모토 도시조의 대타로 출전, 오노사카 기요시로부터 2점 홈런

#### 기록 달성 경력
- 통산 1000경기 출장 : 1981년 8월 11일, 대 긴테쓰 버펄로스 후기 4차전(닛폰 생명 구장), 8번·포수로 선발 출장 ※역대 224번째

#### 기타
- 올스타전 출장 : 6회(1974년, 1975년, 1978년, 1979년, 1982년, 1983년)

### 등번호
- 39(1965년 ~ 1985년)
- 81(1986년 ~ 1994년, 2004년)
- 77(1995년 ~ 1998년)
- 70(1999년 ~ 2003년)
- 71(2005년)
- 91(2006년)

### 연도별 타격 성적
| 연 도       | 소 속       | 경 기 | 타 석 | 타 수 | 득 점 | 안 타 | 2 루 타 | 3 루 타 | 홈 런 | 루 타 | 타 점 | 도 루 | 도 루 자 | 희 생 번 | 희 생 플 | 볼 넷 | 고 4 | 사 구 | 삼 진 | 병 살 타 | 타 율 | 출 루 율 | 장 타 율 | O P S |
| ----------- | ----------- | ----- | ----- | ----- | ----- | ----- | ------- | ------- | ----- | ----- | ----- | ----- | -------- | -------- | -------- | ----- | ---- | ----- | ----- | -------- | ----- | -------- | -------- | ----- |
| 1965년      | 한큐        | 4     | 0     | 0     | 0     | 0     | 0       | 0       | 0     | 0     | 0     | 0     | 0        | 0        | 0        | 0     | 0    | 0     | 0     | 0        | ----  | ----     | ----     | ----  |
| 1966년      | 한큐        | 1     | 0     | 0     | 0     | 0     | 0       | 0       | 0     | 0     | 0     | 0     | 0        | 0        | 0        | 0     | 0    | 0     | 0     | 0        | ----  | ----     | ----     | ----  |
| 1967년      | 한큐        | 19    | 11    | 10    | 1     | 1     | 0       | 0       | 0     | 1     | 0     | 0     | 0        | 1        | 0        | 0     | 0    | 0     | 4     | 0        | .100  | .100     | .100     | .200  |
| 1968년      | 한큐        | 37    | 45    | 40    | 2     | 8     | 1       | 0       | 1     | 12    | 4     | 0     | 0        | 2        | 0        | 3     | 0    | 0     | 8     | 0        | .200  | .256     | .300     | .556  |
| 1969년      | 한큐        | 32    | 28    | 25    | 0     | 3     | 0       | 0       | 0     | 3     | 1     | 0     | 0        | 2        | 0        | 1     | 0    | 0     | 12    | 1        | .120  | .154     | .120     | .274  |
| 1970년      | 한큐        | 34    | 19    | 14    | 3     | 3     | 2       | 0       | 0     | 5     | 0     | 0     | 0        | 1        | 0        | 4     | 0    | 0     | 6     | 0        | .214  | .389     | .357     | .746  |
| 1971년      | 한큐        | 16    | 4     | 4     | 0     | 0     | 0       | 0       | 0     | 0     | 0     | 0     | 0        | 0        | 0        | 0     | 0    | 0     | 0     | 0        | .000  | .000     | .000     | .000  |
| 1972년      | 한큐        | 27    | 28    | 23    | 2     | 3     | 1       | 0       | 0     | 4     | 0     | 1     | 0        | 1        | 0        | 4     | 0    | 0     | 5     | 0        | .130  | .259     | .174     | .433  |
| 1973년      | 한큐        | 20    | 23    | 20    | 2     | 6     | 0       | 0       | 1     | 9     | 3     | 1     | 0        | 0        | 0        | 3     | 0    | 0     | 5     | 0        | .300  | .391     | .450     | .841  |
| 1974년      | 한큐        | 113   | 343   | 302   | 32    | 69    | 9       | 0       | 7     | 99    | 41    | 0     | 2        | 5        | 2        | 33    | 0    | 1     | 53    | 11       | .228  | .305     | .328     | .633  |
| 1975년      | 한큐        | 116   | 316   | 271   | 25    | 67    | 8       | 1       | 6     | 95    | 27    | 2     | 2        | 7        | 1        | 35    | 0    | 2     | 48    | 2        | .247  | .337     | .351     | .687  |
| 1976년      | 한큐        | 94    | 261   | 225   | 15    | 46    | 9       | 0       | 1     | 58    | 16    | 1     | 5        | 7        | 1        | 27    | 0    | 1     | 39    | 7        | .204  | .291     | .258     | .549  |
| 1977년      | 한큐        | 84    | 209   | 191   | 11    | 30    | 4       | 0       | 2     | 40    | 14    | 1     | 1        | 4        | 1        | 12    | 0    | 1     | 32    | 2        | .157  | .210     | .209     | .419  |
| 1978년      | 한큐        | 118   | 353   | 306   | 33    | 73    | 11      | 0       | 7     | 105   | 40    | 1     | 6        | 9        | 3        | 33    | 0    | 2     | 48    | 7        | .239  | .314     | .343     | .657  |
| 1979년      | 한큐        | 106   | 327   | 276   | 30    | 61    | 11      | 0       | 8     | 96    | 27    | 1     | 2        | 9        | 3        | 38    | 1    | 1     | 57    | 4        | .221  | .314     | .348     | .662  |
| 1980년      | 한큐        | 118   | 328   | 275   | 20    | 59    | 8       | 0       | 8     | 91    | 24    | 2     | 2        | 17       | 2        | 33    | 0    | 1     | 63    | 8        | .215  | .299     | .331     | .630  |
| 1981년      | 한큐        | 86    | 181   | 163   | 13    | 38    | 9       | 1       | 6     | 67    | 22    | 0     | 1        | 6        | 1        | 9     | 0    | 2     | 39    | 7        | .233  | .280     | .411     | .691  |
| 1982년      | 한큐        | 120   | 404   | 334   | 39    | 101   | 15      | 0       | 11    | 149   | 47    | 1     | 0        | 8        | 5        | 55    | 1    | 2     | 59    | 6        | .302  | .399     | .446     | .845  |
| 1983년      | 한큐        | 107   | 263   | 222   | 20    | 47    | 5       | 0       | 2     | 58    | 11    | 0     | 4        | 7        | 1        | 33    | 0    | 0     | 50    | 6        | .212  | .313     | .261     | .574  |
| 1984년      | 한큐        | 65    | 169   | 148   | 12    | 28    | 3       | 1       | 1     | 36    | 16    | 0     | 0        | 5        | 1        | 14    | 0    | 1     | 28    | 8        | .189  | .262     | .243     | .505  |
| 1985년      | 한큐        | 42    | 38    | 36    | 0     | 5     | 1       | 0       | 0     | 6     | 3     | 0     | 0        | 0        | 0        | 2     | 0    | 0     | 8     | 0        | .139  | .184     | .167     | .351  |
| 통산 : 21년 | 통산 : 21년 | 1359  | 3350  | 2885  | 260   | 648   | 97      | 3       | 61    | 934   | 296   | 11    | 25       | 91       | 21       | 339   | 2    | 14    | 564   | 69       | .225  | .307     | .324     | .631  |